# Pablo Fontanello
Pablo Ezequiel Fontanello (26 września 1984 w Lincoln w prowincji Buenos Aires) – argentyński piłkarz grający na pozycji obrońcy lub stopera.

## Kariera
Jako junior grywał w Social Español, w którym rozpoczął zawodową karierę. W 2006 przeszedł do klubu CA Tigre. Rozegrał tam tylko jedno spotkanie. Po sezonie został wypożyczony do chilijskiego Santiago Wanderers, gdzie rozegrał 14 meczów. W kolejnym sezonie reprezentował ponownie barwy Tigre i wystąpił w 23 spotkaniach. W 2009 Fontanello przeniósł się do Europy, a konkretnie do włoskiej Parmy, z którą podpisał kontrakt. W jej barwach nie zanotował żadnego występu i powrócił do Tigre, ale już na zasadzie wypożyczenia. W sezonie 2010-2011 bronił barw Gimnasii LP. 29 sierpnia 2011 został wypożyczony do ukraińskiego Czornomorca Odessa. W lutym 2012 klub wykupił kontrakt piłkarza. 3 marca 2014 roku w związku z niestabilną sytuacją na Ukrainie za obopólną zgodą kontrakt został anulowany. 1 kwietnia 2014 podpisał kontrakt z norweskim Stabæk Fotball. Latem 2014 przeszedł do Urału Jekaterynburg. W latach 2017–2021 grał w kazachskim klubie Ordabasy Szymkent.